# Yasemin Can
Yasemin Can (* 11. Dezember 1996 in Eldoret, Kenia als Vivian Jemutai) ist eine türkische Langstreckenläuferin kenianischer Herkunft.

## Herkunft
Die in Kenia als Vivian Jemutai geborene Yasemin Can lebt seit dem 13. März 2015 in der Türkei. Am 25. Mai 2015 erhielt sie die türkische Staatsbürgerschaft, und seit dem 13. März 2016 ist sie für die Türkei international startberechtigt. Yasemin Can steht in keinerlei direkter Verbindung zu der gleichnamigen, 1992 in der Türkei geborenen Langstreckenläuferin, die 2009 und 2010 Juniorenweltmeisterin im Berglauf wurde.

## Sportliche Laufbahn
Der Weltleichtathletikverband IAAF führt vor 2015 keine Wettkampfergebnisse für Can. 2016 wurde sie türkische Meisterin über 3000 und 5000 Meter in der Halle sowie über 10.000 Meter im Freien. Außerdem belegte sie beim Rotterdam-Marathon in 2:47:11 Stunden den 29. Platz und bei der Golden Gala in Rom über 5000 Meter den sechsten Platz. Bei den Europameisterschaften in Amsterdam gewann sie die Titel im 5000- und im 10.000-Meter-Lauf.
Dabei erzielte sie über 10.000 Meter mit einer Zeit von 31:12,86 Minuten einen Europarekord in der Altersklasse U23. Bei den Olympischen Spielen in Rio de Janeiro steigerte sie ihre Bestleistung auf 30:26,41 Minuten und belegte damit im 10.000-Meter-Lauf den siebten Platz.
Über 5000 Meter wurde sie in Rio de Janeiro in 14:56,96 Minuten Sechste. An ihrem 20. Geburtstag gewann sie bei den Crosslauf-Europameisterschaften in Chia die Goldmedaille vor ihrer Landsfrau Meryem Akdağ und führte die türkische Mannschaft zum Sieg in der Teamwertung.
Bei den Halleneuropameisterschaften 2017 in Belgrad erzielte Can mit einer Zeit von 8:43,46 Minuten einen türkischen Landesrekord über 3000 Meter und gewann damit die Silbermedaille hinter der Britin Laura Muir. Anschließend sicherte sie sich bei den Crosslauf-Weltmeisterschaften in Kampala nach 22:37 Minuten die Bronzemedaille in der Mixed-Staffel hinter den Teams aus Kenia und Äthiopien. Bei den U23-Europameisterschaften im polnischen Bydgoszcz feierte sie ein überlegenes Double über die Langstrecken und stellte in beiden Bewerben einen neuen Meisterschaftsrekord auf. Zudem siegte sie in 31:18,20 Minuten bei den Islamic Solidarity Games in Baku über 10.000 Meter und gewann in 14:53,50 Minuten die Silbermedaille über 5000 Meter hinter der Bahrainerin Ruth Jebet. Anfang August schied sie bei den Weltmeisterschaften in London mit 15:08,20 Minuten im Vorlauf über 5000 Meter aus und erreichte nach 31:35,48 Minuten Rang elf über 10.000 Meter. Im Dezember verteidigte sie bei den Crosslauf-Europameisterschaften in Šamorín in 26:28 Minuten ihren Titel im Einzelbewerb und sicherte sich mit dem Team die Bronzemedaille hinter dem Vereinigten Königreich und Rumänien. Im Jahr darauf gewann sie bei den Europameisterschaften in Berlin in 14:57,63 Minuten die Bronzemedaille über 5000 Meter hinter der Niederländerin Sifan Hassan und Eilish McColgan aus dem Vereinigten Königreich. Zudem wurde sie in 32:34,34 Minuten Vierte über 10.000 Meter. Bei den Crosslauf-Europameisterschaften in Tilburg gewann sie in 26:05 Minuten ihren dritten Einzeltitel in Folge und auch bei den Crosslauf-Europameisterschaften 2019 in Lissabon siegte sie nach 26:52 Minuten. 2020 startete sie erstmals bei den Halbmarathon-Weltmeisterschaften in Gdynia und lief dort mit neuem türkischen Landesrekord von 1:06:20 min auf Rang sieben ein. Im Jahr darauf nahm sie erneut an den Olympischen Sommerspielen in Tokio teil und belegte dort mit 14:46,49 Minuten im Finale den achten Platz über 5000 Meter und erreichte nach 31:10,05 Minuten Rang elf über 10.000 Meter.

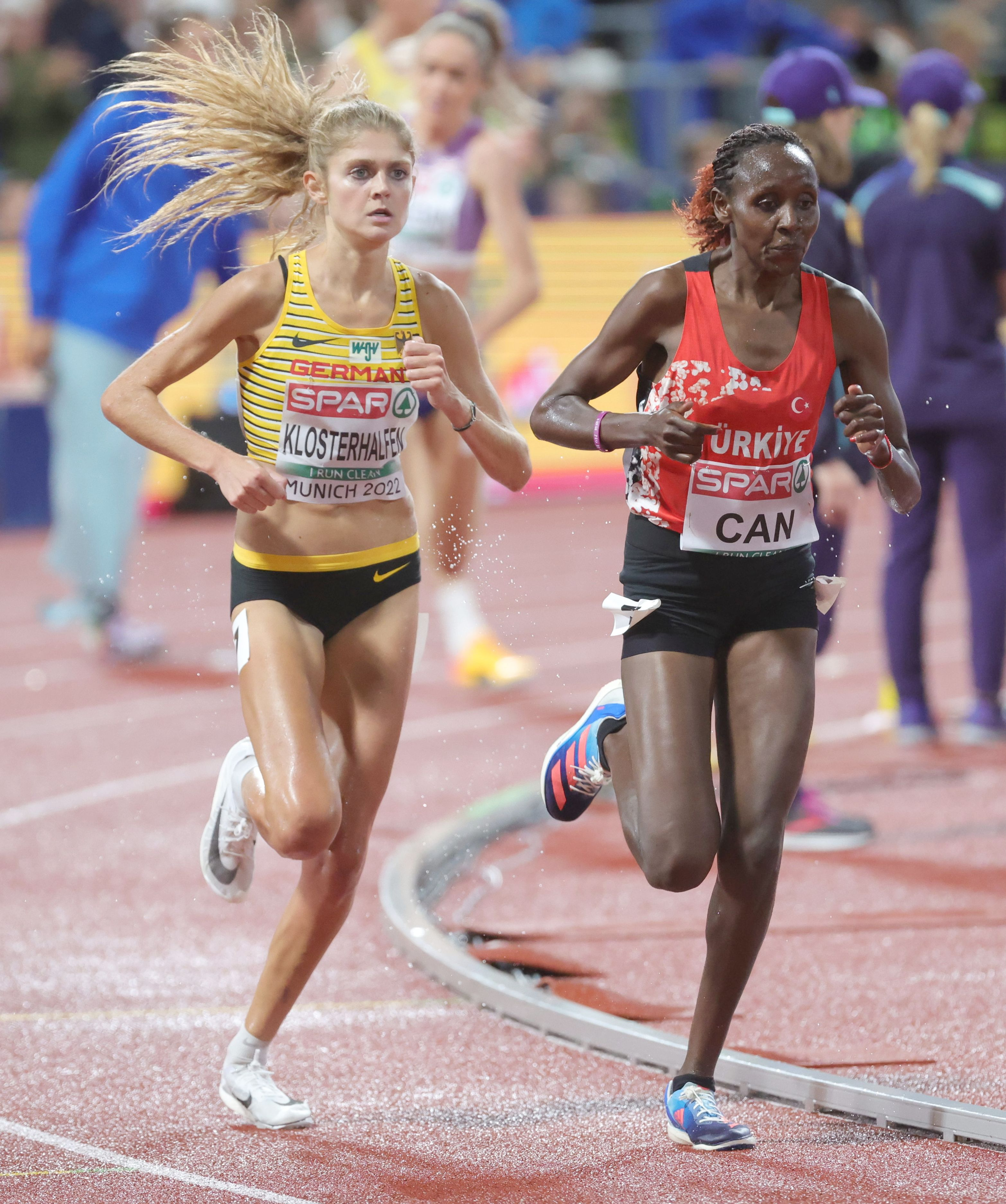
Can im Zweikampf mit Konstanze Klosterhalfen bei den Europameisterschaften 2022 in München

2022 startete sie über 5000 Meter bei den Mittelmeerspielen in Oran und siegte dort überlegen in 15:23,47 Minuten. Anschließend siegte sie bei den Islamic Solidarity Games in Konya in 16:23,1 min über 5000 Meter sowie in 32:34,33 min auch über 10.000 Meter. Bei den Europameisterschaften in München holte sie Gold über die 10.000 Meter und gewann anschließend hinter Konstanze Klosterhalfen Silber über die 5000 Meter. Im November siegte sie in 32:31 min beim Cross Internacional de Itálica und kam anschließend bei den Crosslauf-Europameisterschaften in Turin im Einzelrennen nicht ins Ziel. Im Jahr darauf erreichte sie bei den Halleneuropameisterschaften in Istanbul das Finale über 3000 Meter, konnte dort ihr Rennen aber nicht beenden. 2024 gewann sie bei den Balkan-Meisterschaften in Izmir in 15:46,45 min die Bronzemedaille über 5000 Meter hinter der Albanerin Luiza Gega und ihrer Landsfrau Emine Hatun Mechaal. Im Dezember gewann sie bei den Crosslauf-EM in Antalya in 26:01 min die Bronzemedaille im Einzelrennen hinter der Italienerin Nadia Battocletti und Konstanze Klosterhalfen aus Deutschland. Bei den Straßenlauf-Europameisterschaften 2025 in Löwen gelangte sie nach 33:07 min auf den 38. Platz über 10 km.
2016 wurde Can türkische Meisterin im 10.000-Meter-Lauf sowie Hallenmeisterin über 5000 Meter.

## Persönliche Bestleistungen
- 1500 Meter: 4:15,51 min, 28. August 2020 in Bursa
  - 1500 Meter (Halle): 4:11,54 min, 17. Februar 2017 in Istanbul
- 3000 Meter: 8:33,29 min, 3. Mai 2019 in Doha
  - 3000 Meter (Halle): 8:43,46 min, 5. März 2017 in Belgrad (türkischer Rekord)
- 5000 Meter: 14:36,82 min, 8. Juni 2017 in Rom
  - 5000 Meter (Halle): 15:08,46 min, 20. Februar 2016 in Istanbul (türkischer Rekord)
- 10.000 Meter: 30:26,41 min, 12. August 2016 in Rio de Janeiro
- 10-km-Straßenlauf: 31:16 min, 16. März 2025 in Lille
- Halbmarathon: 1:06:20 h, 17. Oktober 2020 in Gdynia (türkischer Rekord)